# Mykolaïv (oblast de Lviv)
Pour l’article homonyme, voir Mykolaïv.
Mykolaïv (en ukrainien : Миколаїв) ou Nikolaïev (en russe : Николаев ; en polonais : Mikołajów) est une ville de l'oblast de Lviv, en Ukraine. Sa population s'élevait à 14498 habitants en 2022.
La ville de Mykolaïv est parfois appelée Mykolaïv-sur-le-Dniestr.

## Géographie
Mykolaïv est située à 34 km au sud de Lviv. La ville se trouve à 3 km de la gare ferroviaire de Mykolaïv-Dnistrovsky (en ukrainien : Миколаїв-Дністровський) sur la ligne Lviv – Stryï.

## Histoire

### Les premières populations

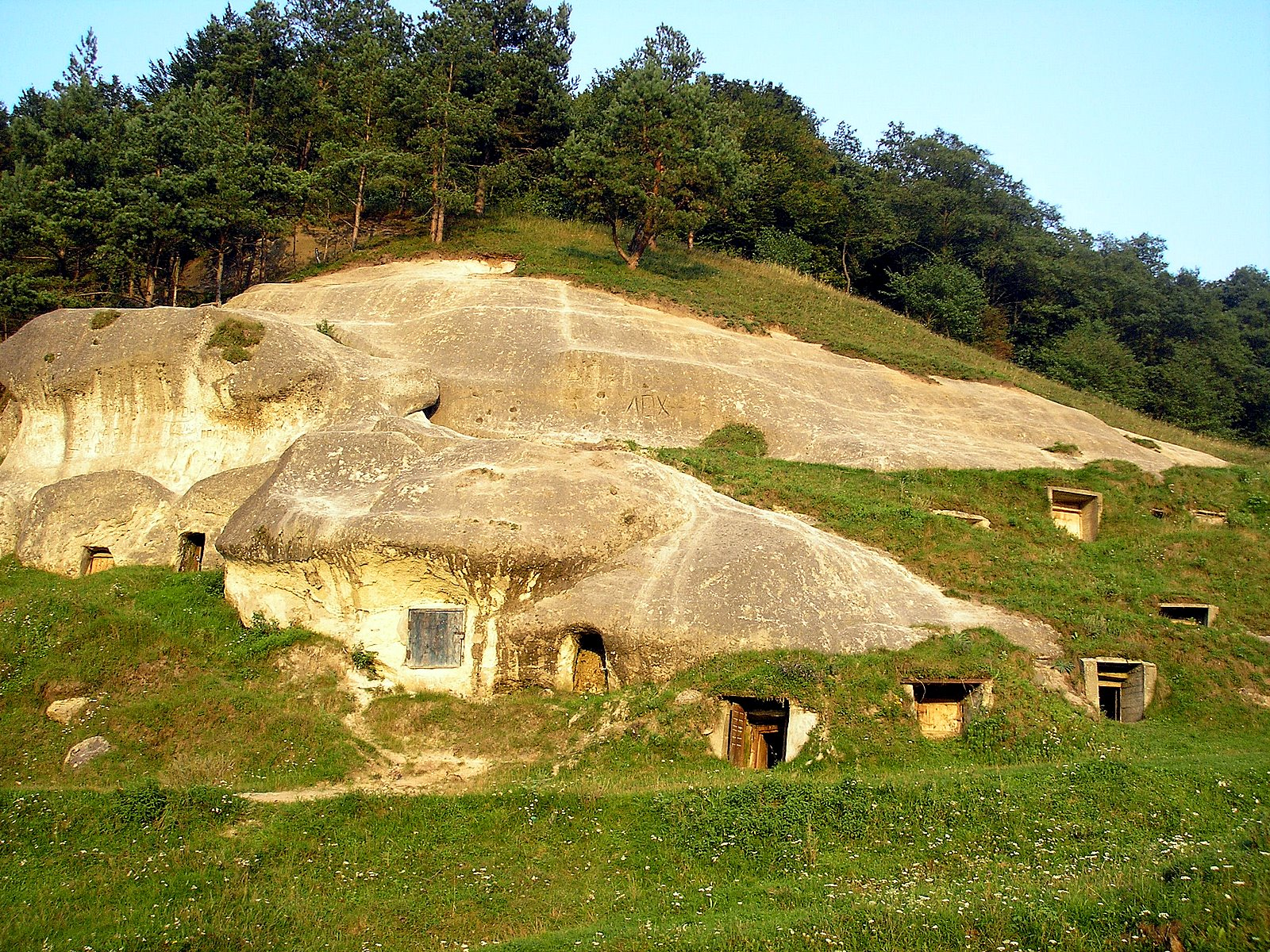
Monticule de Stilsko

Il y a 20 000 à 30 000 ans, les premières populations s'implantèrent à proximité des cavités rocheuses (monticule de Stilsko) pour y établir, en fonction des saisons, des zones de chasse. Les conditions naturelles favorables dans la région de Mykolaïv permirent à ces populations de se maintenir entre le paléolithique et le mésolithique. Neuf reliques d'établissements ont déjà été retrouvées dans les villages de Verin, Kroupskaïa, Pryïma et Radelychi.
Par ailleurs, les restes de quinze colonies de l'âge du bronze (IIIe millénaire av. J.-C.) ont été découvertes autour des villages de Biltche, Verin, Hirske, Krynytsia, Kroupsko, Pryïma, Radelytchi, Rudniki et Trostyanets ainsi que deux pièces de monnaie à Stilsko et Mykolaïv.
Durant le VIe siècle de notre ère, la région de Mykolaïv fut unie à l'État croate médiéval, dont la capitale était probablement Stilsko. Entre 981 et 992, les principautés croates furent annexées à la Rus' de Kiev par Vladimir Ier Sviatoslavitch, dit Le Grand, prince de Novgorod, grand-duc de Kiev.

### DuXIIIesiècleauXVesiècle
En 1241, les armées mongoles passèrent à travers le territoire en détruisant presque toutes les colonies. Ce saccage anéantit les villageois qui se trouvaient sur les pentes de la colline d'Okroujnoï (sur le territoire actuel de Drohovyj). Le territoire de Mykolaïv fut, par la suite, intégré à la principauté de Przemyśl.
En février 1387, les Polonais occupèrent la Galicie et se partagèrent les terres entre les seigneurs polonais et leurs partisans (Volkovich, Khodorovsky). Vers 1403-1408, les occupants polonais et germaniques réclamaient une dîme aux habitants.

### DuXVIesiècleauXVIIesiècle
Des documents du XVIe siècle et XVIIe siècle attestent déjà la présence d'une forte population dans le territoire des villages de Horutska, Derjiv, Pisotchna, Novocilki-Oparski. Une nouvelle ville fut ainsi bâtie à cet emplacement. En 1570, le roi de Pologne Sigismond II Auguste ordonna à Mikołaj Szlachtycz la fondation de la ville, qui fut baptisée Mykolaïv en hommage à ce dernier. La population de la ville était composée d'agriculteurs, d'éleveurs, d'artisans et de commerçants. Le roi autorisa l'organisation de nombreuses foires et marchés, ce qui développa considérablement dès la fin du XVIe siècle l'artisanat local (poterie, cordonnerie, boucherie, boulangerie, etc.).
Mais du XVe siècle jusqu'au XVIIIe siècle, d'énormes dégâts furent causés par les attaques dévastatrices des Tatars de Crimée. Alors qu'en 1498, les armées du khan de Crimée avaient déjà incendié plusieurs villages (parmi lesquels Rozvadiv, Drohovyj, Verin et Oustia), les populations de Mykolaïv et de l'ensemble de la Galicie connurent par la suite de grands dommages en 1620, lorsque l'armée polonaise fut écrasée en Moldavie.

### Dans l'empire d'Autriche
En 1772, à l'occasion du premier partage de la Pologne, la Galicie fut rattachée à l'empire d'Autriche, qui encouragea la migration de colons germanophones en Galicie. La fin de la domination de la noblesse polonaise permit au moins l'arrêt des conflits récurrents.
Skarbek, l'un des hommes les plus riches de l'Empire autrichien et fondateur de plusieurs orphelinats et de maisons, alloua des fonds substantiels pour entretenir le territoire de la région de Mykolaïv. Au sein de l'Empire autrichien, les résidents de Mykolaïv et de ses faubourgs furent cependant assujettis aux corvées et au paiement de diverses taxes agricoles. La paysannerie ruthène locale en situation de grande pauvreté commença à lutter contre l'oppression sociale et nationale. C'est en 1846 que la rébellion éclata. La région de Mykolaïv fut l'un des épicentres de l'insurrection patriotique contre l'Autriche. Cette insurrection aboutit à l'abolition du servage en 1848. Les paysans ne parvinrent toutefois pas à acquérir les terres, forêts, prairies et pâturages. Des croix de mémorial disposées dans la région témoignent encore aujourd'hui de l'abolition du servage en Galicie.
Au début de la Première Guerre mondiale, après la construction inachevée d'une fortification sur la ligne Verin-Mykolaïv-Drohovyj, eurent lieu de violents combats sur le front russo-autrichien. Les Autrichiens ne purent se maintenir et de nombreux villages et églises autour de Mykolaïv furent complètement brûlés.

### LeXXesiècle
Après l'effondrement de l'Empire austro-hongrois des Habsbourg, la république populaire d'Ukraine occidentale fut proclamée le 1er novembre 1918 et Lviv devint sa capitale. La Guerre polono-ukrainienne éclata, les Polonais voulant récupérer le territoire conquis par l'armée galicienne d'Ukraine. Le 18 mai 1919, Mykolaïv fut occupées par les troupes polonaises, malgré la résistance commandée par Alfred Bizants (originaire de Mykolaïv). La paix de Riga signée le 18 mars 1921, marqua la fin du conflit et la Galicie retourna aux mains des Polonais.
Une petite industrie de chaux, tuiles et briques détenue par un riche propriétaire juif (Chmoraku) se développa à Mykolaïv. À mesure que les meilleures terres furent vendues ou concédées aux immigrants en provenance de Pologne, les agriculteurs locaux subirent un manque de terre.
À partir de la Seconde Guerre mondiale, des préparatifs d'insurrection contre le gouvernement polonais s'intensifièrent de la part des nationalistes ukrainiens. Dès la mi-septembre 1939, des rebelles de Mykolaïv attaquèrent et désarmèrent des policiers polonais. Mais les représailles forcèrent les rebelles à se retirer des abords du Dniestr.
Le partage de la Pologne, entre l'Allemagne nazie et l'Union soviétique, eut lieu à la fin de septembre 1939. Des comités ouvriers et paysans se formèrent Mykolaïv et nationalisèrent les usines de chaux et de tuiles, les ateliers d'artisanat et les magasins. En janvier 1940, Mykolaïv reçut le statut de ville de la région Drohobytch. À partir de février 1940, Mykolaïv rejoignit le comité exécutif des ouvriers. Mais de la fin juin 1941 à juillet 1944, Mykolaïv fut occupée par l'Allemagne nazie. En août 1944, Mykolaïv devint un centre administratif de raïon de l'oblast de Drohobytch. En décembre 1962, le raïon de Mykolaïv fut supprimé et la ville rattachée au raïon de Jydatchiv. Le 6 décembre 1966, le raïon de Mykolaïv fut rétabli.
Dans la ville est stationnée la 79e brigade de l'armée de l'air ukrainienne.

## Population

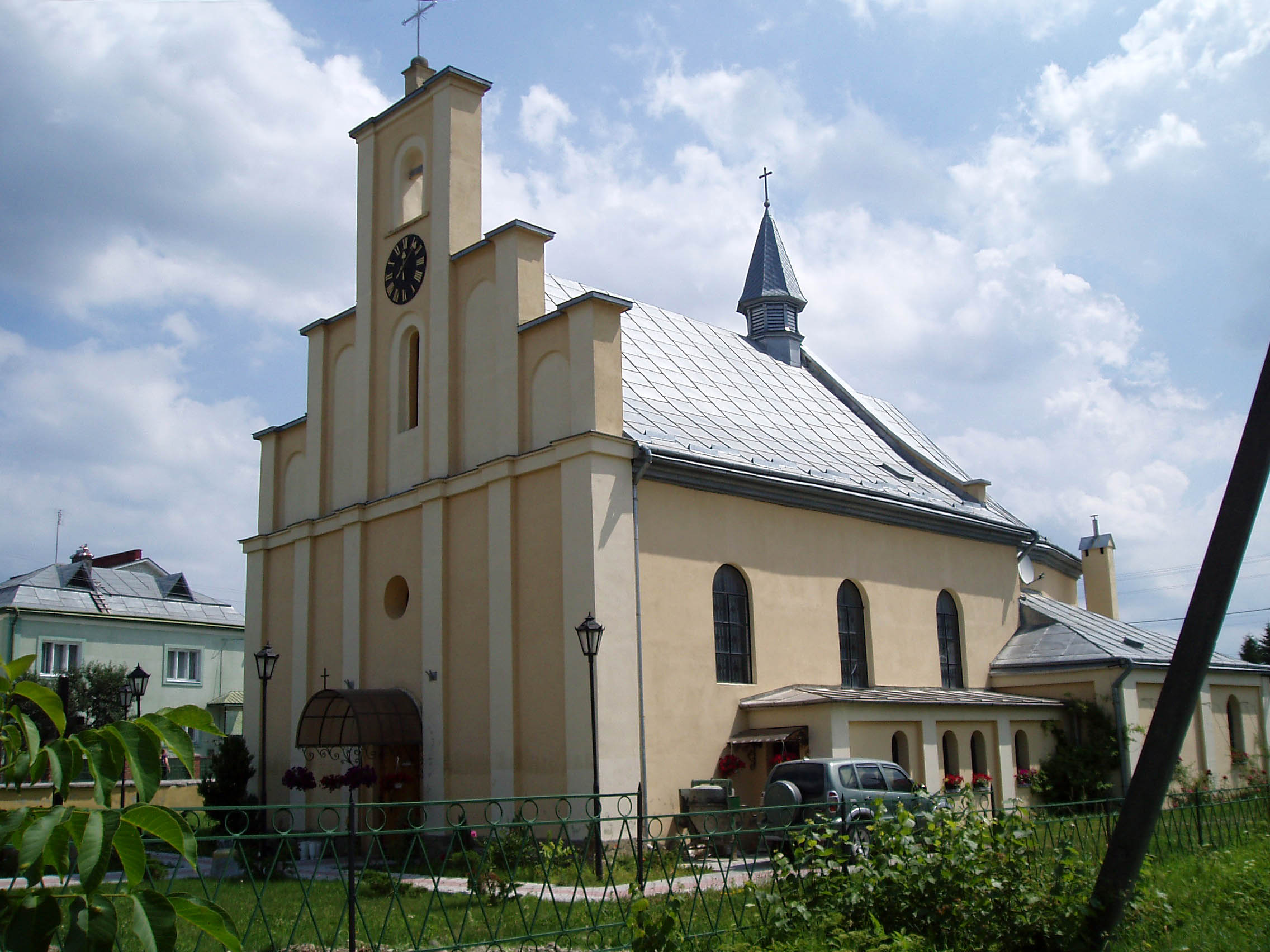
Église catholique de Saint-Nicolas

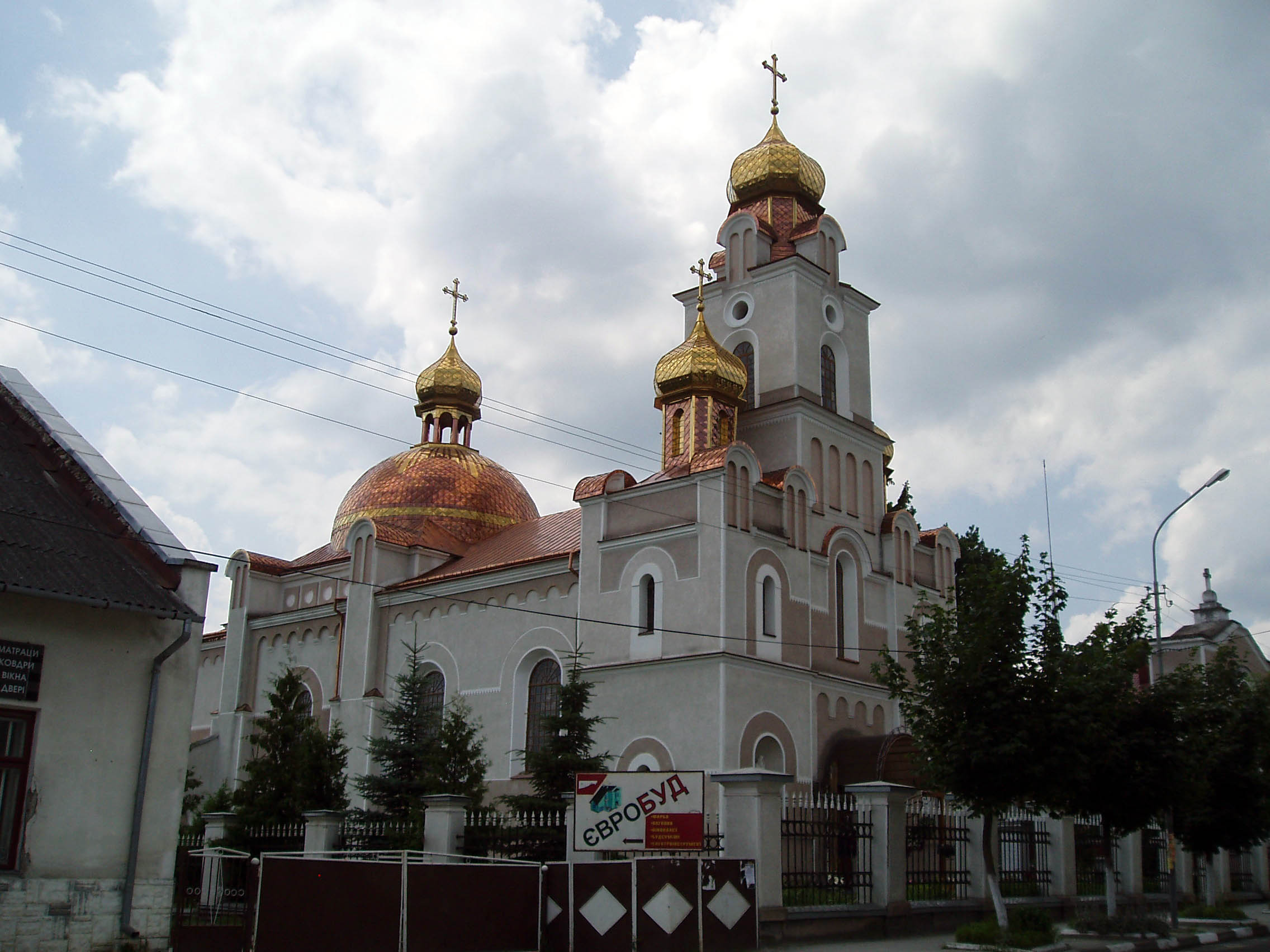
Église grecque-catholique Saint Nicolas de Myre

Recensements (*) ou estimations de la population :
| 1939  | 1959* | 1970* | 1979*  | 1989*  |
| ----- | ----- | ----- | ------ | ------ |
| 3 700 | 6 883 | 9 936 | 10 912 | 13 999 |

| 2001*  | 2010   | 2011   | 2012   | 2013   |
| ------ | ------ | ------ | ------ | ------ |
| 14 801 | 14 778 | 14 824 | 14 845 | 14 877 |

## Patrimoine
Église catholique de Saint-Nicolas (en ukrainien : Костел святого Миколая, Kostel sviatoho Mykolaïa). Construite en 1607-1636 et restaurée au début du XIe siècle, en 1874, 1959, 1988-1991, 2000-2003.
Église grecque-catholique Saint-Nicolas de Myre (en ukrainien : Церква святого Миколая, архієпископа Мирлікійського., Tserkva sviatoho Mykolaïa, arkhiïepyskola Myrlikiïs'koho). Construite en 1848 sur le site d'une ancienne église en bois construite en 1733, elle-même à la place de la toute première église construite vers 1570.

## Économie
La principale entreprise de la ville est la cimenterie Mykolaïvtsement (en ukrainien : Миколаївцемент), mise en service en 1950. Elle produit 1 200 000 tonnes de ciment par an et emploie près de 800 salariés (2007). Cette usine fait partie depuis 1999 du groupe français Lafarge SA, le premier producteur de ciment dans le monde.

## Personnalités
- Maryan Shved (1997-), footballeur international ukrainien né à Mykolaïv.